# Зезевитово
Зезевитово — деревня в Александровском районе Владимирской области, входит в состав Следневского сельского поселения.
Название происходит от русского имени Зезевит/Сезевит.

## География
Деревня расположена в 9 км на северо-запад от центра поселения деревни Следнево и в 15 км на северо-запад от города Александрова.

## История
В XIX — начале XX века деревня входила в состав Тирибровской волости Александровского уезда. В 1859 году в деревне числилось 32 двора, в 1905 году — 26 дворов, в 1926 году — 32 двора.
С 1929 года деревня являлась центром Зезевитовского сельсовета Александровского района, с 1941 года — в составе Арсаковского сельсовета Струнинского района, с 1965 года — в составе Александровского района, с 2005 года — в составе Следневского сельского поселения. 

## Население
| 1859 | 1905 | 1926 | 2002 | 2010 | 2021 |
| ---- | ---- | ---- | ---- | ---- | ---- |
| 240  | ↗285 | ↘171 | ↘1   | ↘0   | ↗47  |